# Hørning (Randers)
Hørning is een plaats in de Deense regio Midden-Jutland, gemeente Randers, en telt 277 inwoners (2008).